# 울산광역시의 소규모 어항 목록
다음은 2010년 12월 말 기준 울산광역시의 소규모 어항 목록이다.
- 강양항 - 울산광역시 울주군 온산읍 강양리 (육지)
- 골매항 - 울산광역시 울주군 서생면 신암리(골매) (육지)
- 남진항 - 울산광역시 동구 방어동 868-26번지 지선 (육지)
- 보밑항 - 울산광역시 동구 주전동 739-3번지 지선 (육지)
- 상진항 - 울산광역시 동구 방어동 233번지 (육지)
- 우가항 - 울산광역시 북구 당사동 (육지)
- 윗우가항 - 울산광역시 북구 당사동 (육지)
- 일산항 - 울산광역시 동구 일산동 290번지 (육지)
- 큰불항 - 울산광역시 동구 주전동 153-2번지 지선 (육지)
- 판지항 - 울산광역시 북구 구유동 (육지)
- 하리항 - 울산광역시 동구 주전동 297-1번지 지선 (육지)
- 화암항 - 울산광역시 동구 방어동 1022-11번지 (육지)
- 화암항 - 울산광역시 북구 산하동 (육지)

## 같이 보기
- 대한민국의 소규모 어항